# Нью-Ингленд Пэтриотс

Логотип торговой марки

Нью-И́нгленд Пэ́триотс (англ. New England Patriots) — профессиональный клуб по американскому футболу из Бостона, штата Массачусетс. Команда была основана в 1959 году и изначально называлась «Бостон Пэтриотс», однако в 1971 году владельцы клуба сменили название на нынешнее. До 1970 года «Пэтриотс» выступали в Американской футбольной лиге (АФЛ), но после слияния АФЛ и Национальной футбольной лиги (НФЛ) команда выступает в НФЛ в Восточном дивизионе Американской футбольной конференции. Владелец клуба — Роберт Крафт. Свои домашние матчи клуб проводит на стадионе «Джиллетт Стэдиум». В 2000х и начале 2010х команда считалась лучшей в НФЛ , из-за связки Брэди и Беличика .

## История
До своего первого Супербоула (XX) в 1986 году, где команда проиграла «Чикаго Бэарз», «Нью-Ингленд» четыре раза участвовал в плей-офф. «Патриоты» также участвовали в Супербоуле XXXI в 1997 году, но проиграли «Грин-Бей Пэкерс». Между 2000 и 2005 годами «Нью-Ингленд» стал второй командой в истории НФЛ (после «Даллас Ковбойз»), выигравшей три Супербоула за четыре года (Супербоулы XXXVI, XXXVIII, и XXXIX), и восьмой (последний на сегодняшний день), побеждавшей в двух Супербоулах подряд. Но на этом команда не закончила свой триумф. Подопечные Билла Беличика вновь выиграли Супербоул спустя 10 лет. Команда провела отличный сезон. Особенно отличился QB Том Брэди, ставший MVP Супербоула, и Роб «Гронк» Гронковски, несколько раз добывший очки своими тачдаунами.
В 2017 году команда стала победителем Супербоула в Хьюстоне. Это был уже пятый раз, когда команда становится чемпионом Национальной футбольной лиги. Самым ценным игроком был признан квотербек Том Брэди. Он получил пятый по счету перстень чемпиона NFL.
В 2018 году команда в 10-й раз в своей истории вышла в Супербоул (LII). Матч состоялся в Миннеаполисе, штат Миннесота и закончился победой «Филадельфия Иглз».
В феврале 2019 года команда сыграла в 4-м Супербоуле за 5 сезонов. Матч окончился победой и шестым чемпионским титулом в истории команды. Самым ценным игроком встречи был признан принимающий Джулиан Эдельман.
В сезоне 2019 года (100-м по счёту) команда впервые за десять лет оказалась вынуждена участвовать в уайлд-кард, первым её соперником выступила команда «Теннесси Тайтенс». В прошедшем 5 января матче на «Джиллетт Стэдиум» хозяева проиграли южанам со счётом 20:13.

## Культура
Неофициальной боевой песней и вступительным гимном для команды в ходе домашних игр и матчей Супербоула с 8 сентября 2015 года стала песня Оззи Осборна «Crazy Train».